# Jesse Sergent
Jesse Sergent (Feilding, 8 juli 1988) is een Nieuw-Zeelands voormalig wielrenner die gespecialiseerd was in de uithoudingsnummers op de baan. In 2016 kwam Sergent uit voor AG2R La Mondiale. Eerder reed hij voor Trek Factory Racing.
Sergent werd in 2010 vice-wereldkampioen op de individuele achtervolging.
Op de Olympische Zomerspelen 2008 won hij samen met Sam Bewley, Hayden Roulston en Marc Ryan de bronzen medaille op de ploegenachtervolging.
Tijdens de Ronde van Vlaanderen van 2015 werd Sergent, die op dat moment in de kopgroep reed, aangereden door een neutrale wagen. Hij brak zijn sleutelbeen op meerdere plaatsen. Drie maanden later maakte hij zijn rentree in het peloton, maar door aanhoudende complicaties kon hij zijn oude niveau niet terugvinden. Om die reden beëindigde Sergent zijn carrière in juli 2016. 

## Palmares

### Piste
| Jaar | NK | WK                                  | Overig                                                     |
| ---- | -- | ----------------------------------- | ---------------------------------------------------------- |
| 2008 |    |                                     | OS Ploegenachtervolging                                    |
| 2009 |    |                                     | WB Peking: Achtervolging                                   |
| 2010 |    | Achtervolging, Ploegenachtervolging | WB Cali: Ploegenachtervolging                              |
| 2011 |    |                                     | OCC: (Ploegen)achtervolging, WB Cali: Ploegenachtervolging |
| 2012 |    |                                     | OS Ploegenachtervolging                                    |

### Weg
2009
- 1e etappe Tour of Southland (ploegentijdrit)

2010
- 3e etappe Ronde van de Gila (individuele tijdrit)
- Proloog Cascade Classic

2011
- Proloog Driedaagse van West-Vlaanderen
- Eindklassement Driedaagse van West-Vlaanderen
- 4e etappe Eneco Tour (individuele tijdrit)
- 4e etappe Ronde van Poitou-Charentes (individuele tijdrit)
- Eindklassement Ronde van Poitou-Charentes

2014
- 5e etappe Ronde van Oostenrijk

### Resultaten in voornaamste wedstrijden
| Jaar | Ronde van Italië | Ronde van Frankrijk | Ronde van Spanje |
| ---- | ---------------- | ------------------- | ---------------- |
| 2011 |                  |                     |                  |
| 2012 | 139e             |                     |                  |
| 2013 | 153e             |                     |                  |
| 2014 |                  |                     | 131e             |
| 2015 |                  |                     |                  |
| 2016 |                  |                     |                  |

| Jaar | Milaan-San Remo | Gent-Wevelgem | Ronde van Vlaanderen | Parijs-Roubaix | Parijs-Tours |  | WK op de weg |  | Wereldranglijsten |
| ---- | --------------- | ------------- | -------------------- | -------------- | ------------ |  | ------------ |  | ----------------- |
| 2011 |                 |               |                      | opgave         | opgave       |  |              |  | 166e (UWT)        |
| 2012 |                 |               | opgave               | 66e            |              |  | opgave       |  | 199e (UWT)        |
| 2013 | 130e            | 32e           |                      | opgave         |              |  |              |  |                   |
| 2014 |                 | 89e           | opgave               | 120e           |              |  |              |  |                   |
| 2015 |                 | opgave        | opgave               |                |              |  | opgave       |  |                   |
| 2016 | 133e            |               | 57e                  | 53e            |              |  |              |  |                   |

## Ploegen
- 2009- Trek-Livestrong
- 2010- Trek-Livestrong U23 (tot 31/07)
- 2010- Team RadioShack (stagiair)
- 2011- Team RadioShack
- 2012- RadioShack-Nissan-Trek
- 2013- RadioShack-Leopard
- 2014- Trek Factory Racing
- 2015- Trek Factory Racing
- 2016- AG2R La Mondiale (t/m 21-7-2016)